# Tone Ukmar
Anton „Tone“ Ukmar (* 1. November 1941) ist ein ehemaliger jugoslawischer Radrennfahrer. 

## Sportliche Laufbahn
Ukmar bestritt 1962 die beiden bedeutendsten Etappenrennen für Amateure jener Zeit. In der Internationalen Friedensfahrt wurde er 58., in der Tour de l’Avenir 63. der Gesamtwertung. 1963 wurde er in der Tour de l’Avenir 37. In der Friedensfahrt schied er aus. 1964 belegte Ukmar in der Tour de l’Avenir den 49. Rang. 1966 wurde er in der Friedensfahrt 56. Mit der Nationalmannschaft Jugoslawiens bestritt er weitere Landesrundfahrten wie das britische Milk Race, die Bulgarien-Rundfahrt 1962 und die Österreich-Rundfahrt, in der er 1966 auf den 15. Gesamtrang kam. 
1963 gewann er das Eintagesrennen um den Großen Preis der Befreiung in Belgrad.